# Kutai Donok
Kutai Donok is een bestuurslaag in het regentschap Lebong van de provincie Bengkulu, Indonesië. Kutai Donok telt 1000 inwoners (volkstelling 2010).